# Nicolás Lindley
Pour les articles homonymes, voir Lindley.
Nicolás Lindley López (Lima, 16 novembre 1908 - 3 février 1995) est un militaire et un homme d'État péruvien. Allié du général Ricardo Pérez Godoy lors du coup d’État de juillet 1962 qui renverse la République, il devient membre de la junte militaire et le bras droit de Pérez Godoy. Le 3 mars 1963, il renverse ce dernier et prend à son tour les pleins pouvoirs en tant que chef suprême de la junte militaire du Pérou. Au pouvoir, il poursuit la dictature avant de changer de cap et d'autoriser le retour des républicains ainsi que le multipartisme, afin de favoriser un retour à la démocratie. Devant la pression populaire, il accepte de mettre en place des élections et de mettre fin au gouvernement de la junte militaire. Le 28 juillet 1963, il dissout le conseil militaire et remet le pouvoir au président démocratiquement élu, Fernando Belaúnde Terry, mettant fin à la dictature.

## Biographie
Nicolás Lindley étudie au Collège anglo-péruvien de Lima. En 1926, il entre à l’école militaire de Chorrillos, dont il sort diplômé en 1930. Lindley fait une excellente carrière au sein de l’armée. En 1960, il est nommé Commandant général de l’armée péruvienne.
Il est à la tête avec Ricardo Pérez Godoy d’un coup d’État qui démet le président en exercice Manuel Prado Ugarteche. Cette junte militaire a pour but de convoquer de nouvelles élections et remettre le pouvoir le 28 juillet 1963, date de l’entrée en fonction du nouveau président élu. Lindley prend le portefeuille de Ministre de la Défense. Mais Pérez Godoy semble envisager de rester plus longtemps que prévu au pouvoir et Lindley le chasse de la Présidence de la République le 3 mars 1963 pour se consacrer à l’exécution du programme prévu initialement.
Il convoque les élections, qui sont remportées par Fernando Belaúnde Terry, et remet le pouvoir à la date prévue.
De 1964 à 1975, Lindley est ambassadeur du Pérou en Espagne.